# Estanislao Koniecpolski
Stanisław Koniecpolski o Estanislao Koniecpolski (1590/1594-Brody, 11 de marzo de 1646) fue un comandante militar polaco, considerado como uno de los más talentosos y capaces en la historia de la República de las Dos Naciones. También fue un magnate, funcionario real (starosta), castellano, miembro de la nobleza polaca (szlachta), y vaivoda (gobernador) de Sandomierz desde 1625 hasta su muerte. Dirigió muchas campañas militares exitosas contra los rebeldes cosacos e invasores tártaros. Desde 1618 tenía el rango de hetman de Campo de la Corona antes de convertirse en Gran Hetman de la Corona, el comandante en jefe únicamente después del rey, en 1632.
La vida de Koniecpolski fue una guerra casi constante. Antes de cumplir los veinte años, ya había combatido en la guerra polaco-rusa de 1605-1618 y en la guerra de los magnates de Moldavia. Luego, en 1620, participó en la batalla de Cecora, durante la cual fue capturado por los otomanos. Después de su liberación en 1623, derrotó en varias ocasiones a los tártaros, vasallos de los otomanos, entre 1624 y 1626. Al frente de un ejército inferior, durante la guerra polaco-sueca de 1626-1629, Koniecpolski detuvo a las fuerzas suecas de Gustavo Adolfo que pretendían conquistar Prusia y Pomerania antes de que la guerra terminara con el tratado de Altmark.
En 1634, en el contexto de la que se conoce como guerra polaco-otomana (1633-1634), rechazó una gran invasión otomana en Kamianéts-Podilskyi, en Ucrania, mientras que en 1644, su victoria contra los tártaros en la batalla de Ochmatów le trajo fama internacional y reconocimiento.